# Râul Apa Neagră, Zeletin
Râul Apa Neagră este un curs de apă, afluent al râului Zeletin. 